# The Earth and the Heart
The Earth and the Heart ist ein Jazzalbum von Dennis González. Die am 2. Juli und am 30. Dezember 1989 in den Sound On Sound Studios, New York City bzw. im Studio Sound Recorders, Los Angeles entstandenen Aufnahmen erschienen 1991 auf Konnex Records und wurden 1996 auf Music and Arts wiederveröffentlicht.

## Hintergrund
Dennis González nahm das Album in zwei unterschiedlich besetzten Sessions in New York und Los Angeles auf; am 2. Juli spielte der Trompeter in New York mit Mark Hewins (Gitarre), Ken Filiano und Andrew Cyrille (Schlagzeug), am 30. Dezember in Los Angeles in ähnlicher Instrumentierung mit Nels Cline, Ken Filiano und Alex Cline.

## Titelliste
- Dennis González: The Earth and the Heart (Konnex KCD5028; Music & Arts CD-960)[1]

1 The Earth and the Heart Suite 

1.1 Part 3 / The Earth and the Heart 6:27

1.2 Part 1 / A Man of Sorrows 10:24

1.3 Part 4 / Now Must Be Another 4:40

2 A Simple Melody (Andrew Cyrille) 6:22

5 Mountain City Hidden By Clouds (Alex Cline) 14:20

6 Two for Mr. Bradford (Nels Cline) 11:09

7 Overturned! (Alex Cline, Dennis Gonzalez, Ken Filiano, Nels Cline) 3:42

8 Everybody Solo (Mark Hewins) 3:09
Wenn nicht anders vermerkt, stammen die Kompositionen von Dennis González.

## Rezeption
Die Kritiker Richard Cook und Brian Morton vergaben dem Album 1993 in der zweiten Auflage des Penguin Guide to Jazz vier Sterne und schrieben, mehr als je zuvor scheine Gonzalez auf diesen Platten der Erbe von Don Cherry zu sein. Seine Gabe, unerwartete Bands zusammenzustellen, egal unter welchen Umständen er dabei vorkommt, spiegle Cherrys Temperament wider. Die Spontanität und Frische der Soli auf dem Album sei atemberaubend. Die Sessions mit den Cline-Brüdern klängen mehr ausgefeilt und würden etwas von der Unmittelbarkeit der New Yorker Session vermissen lassen. Trotzdem sei dies insgesamt ein wunderbar ausgewogenes Album, und Gonzalez finde für jeden der Teilnehmer den richtigen Sound.